# 9341 Gracekelly
För andra betydelser, se Grace Kelly (olika betydelser).
9341 Gracekelly eller 1991 PH2 är en asteroid i huvudbältet som upptäcktes den 2 augusti 1991 av den belgiske astronomen Eric W. Elst vid La Silla-observatoriet. Den är uppkallad efter den amerikanska skådespelerskan och furstinnan av Monaco, Grace Kelly.